# Honda XR 600

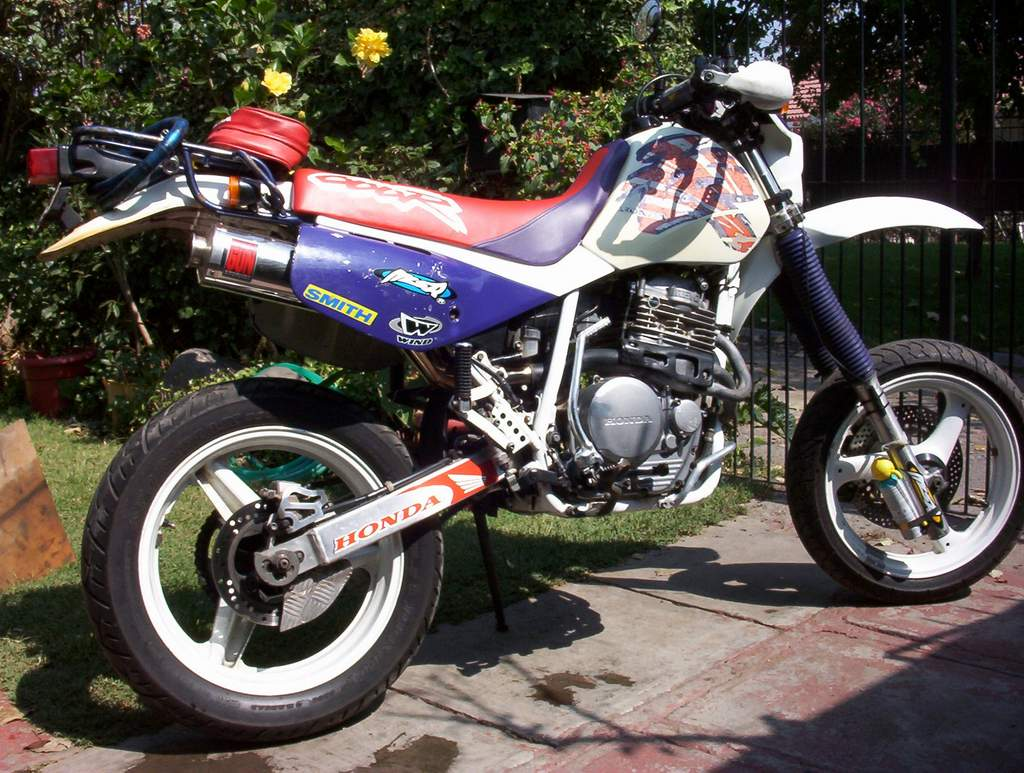
Für Straßenbetrieb modifizierte XR 600 Baujahr 1995

Die XR 600 ist ein geländegängiges Motorrad des japanischen Herstellers Honda. Die leichte Enduro wird von einem luftgekühlten Einzylindermotor mit 591 cm³ Hubraum angetrieben. Die ersten Version wurde 1985 produziert und ist vom Vorgängermodell Honda XR 500 abgeleitet. Die letzte Version der XR 600 wurde im Jahre 2000 herausgebracht. Das Nachfolgemodell ist die Honda XR 650 L.

## Technische Daten
Der luftgekühlte Einzylindermotor hat eine obenliegende, kettengetriebene Nockenwelle, welche die vier radial im Zylinderkopf angeordneten Ventile (RFVC) ansteuert. Der Viertaktmotor verfügt über eine Trockensumpfschmierung, dessen Schmiermittel im Rahmen gehalten wird. Gestartet wird das Zweirad mit einem Kickstarter. Die Gemischaufbereitung erfolgt über einen 28 mm Doppelvergaser von Keihin, ab dem Jahr 1988 mit einem 38 mm Rundschiebervergaser vom selben Hersteller. Die Zündung wird elektronisch gesteuert.
- Getriebe: 5-Gang
- Übersetzung Ritzel/Rad: 14/48
- Zündung : Elektronisch gesteuerte Zündung
- Starter/Batterie: Kickstarter, keine Batterie
- Rahmen/Fahrwerk: Doppelschleifenrahmen mit Zentralfederbein (280 mm Federweg), vorne Teleskopgabel mit Cartridgesystem (280 mm Federweg)
- Bremsen: vorne Nissin Einscheibenbremse mit Zweikolbenschwimmsattel, hinten Trommelbremse bzw. ab 1991 Nissin Einscheibenbremse mit Einkolbenschwimmsattel.